# Alfred Tysoe

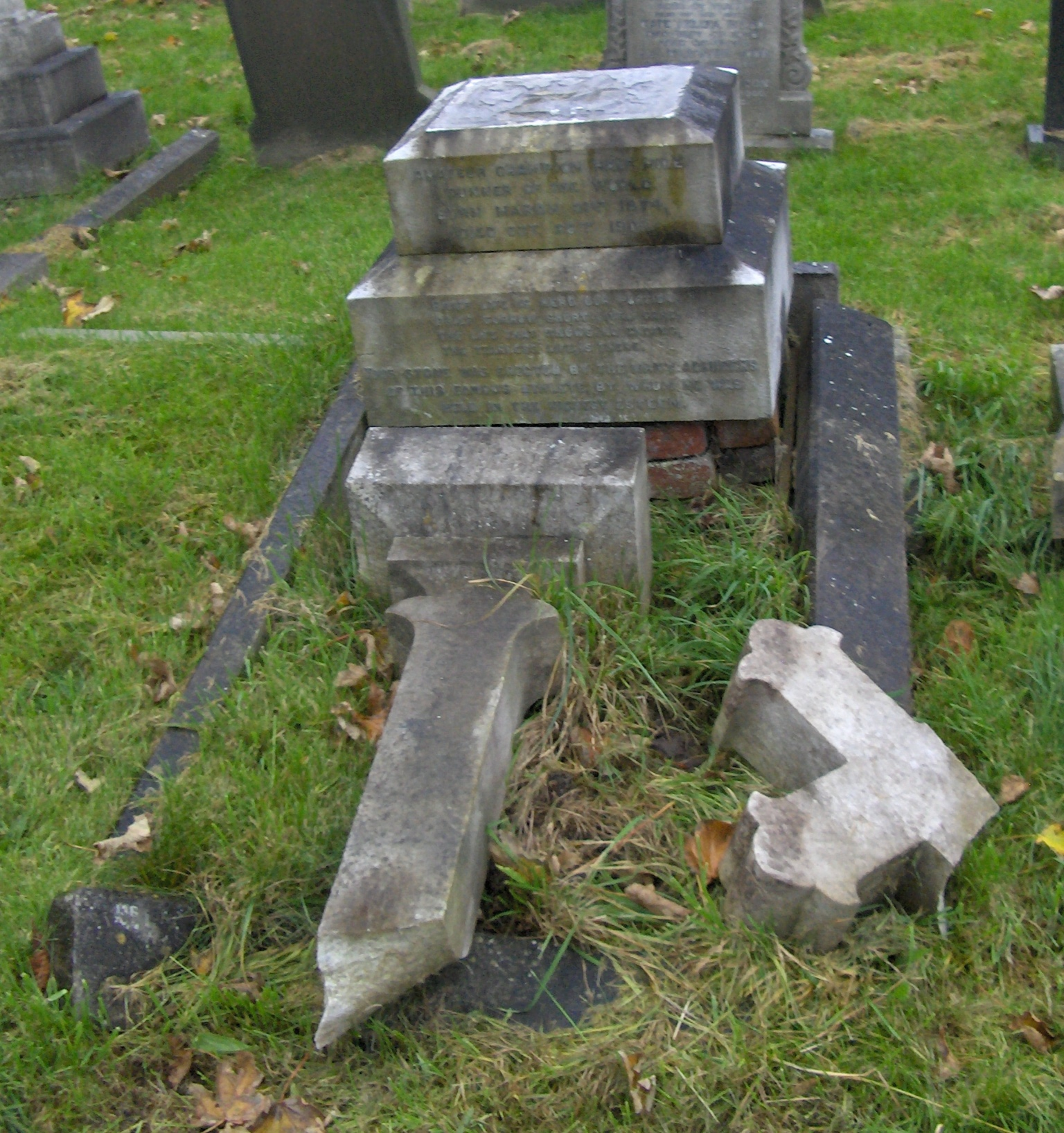
Alfred Ernest Tysoe – náhrobek

Alfred Ernest Tysoe (21. března 1874, Burnley – 26. října 1901, Blackpool) byl britský atlet, běžec na střední a dlouhé tratě, dvojnásobný olympijský vítěz.

## Sportovní úspěchy
První sportovní úspěchy zaznamenal v roce 1896, když vyhrál mistrovství severních hrabství Anglie v bězích na 1000 yardů a jednu míli. O rok později se stal anglickým přeborníkem v běhu na 1 a 10 mil. V letech 1899 a 1900 získal titul v běhu na 880 yardů.
Krátce před olympiádou v Paříži v roce 1900 vytvořil světový rekord v běhu na 800 metrů časem 1:57,8. Na olympiádě startoval proto jako favorit. Nezklamal a zvítězil s jasným náskokem před druhým Johnem Creganem z USA. Druhý olympijský titul získal v soutěži družstev v běhu na 5000 metrů jako člen smíšené štafety (kromě něj byli jejími členy Britové Charles Bennett, John Rimer, Sidney Robinson a Australan Stanley Rowley).
Rok po olympijském vítězství zemřel Alfred Tysoe na zápal plic.